# Hurden
Hurden är en ort i kommunen Freienbach i kantonen Schwyz, Schweiz. 
Hurden ligger på en landtunga i Zürichsjön som fortsätter som väg- och järnvägsbron Seedamm över sjön. Närmaste större ort är Pfäffikon.
Hurden var ursprungligen en fiskeby och omnämns för första gången i en urkund år 1229. Det sengotiska kapellet Unserer Lieben Frau invigdes 1497. Det betjänade främst pilgrimer på väg till klostret i Einsiedeln.